# 室根きらめきパーク

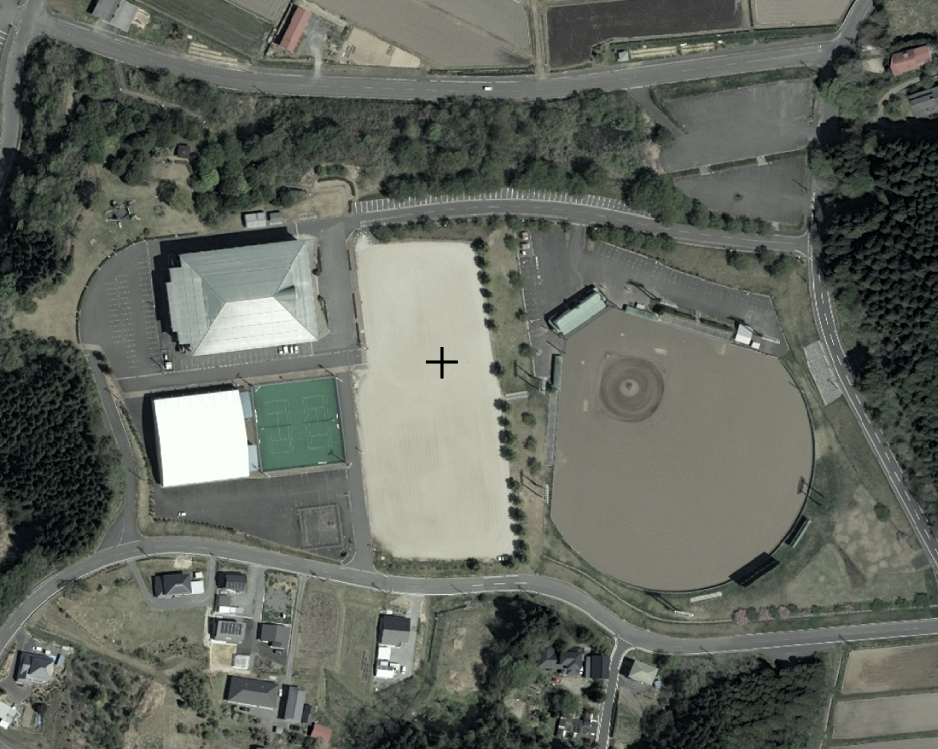
空中写真（2020年5月）

室根きらめきパーク（むろねきらめきパーク）は、岩手県一関市室根町折壁にある運動施設。高台にあるため、室根町折壁の町並みや室根山をほぼ一望することが出来る。

## 各施設
- 屋内体育館（2階に約200席の観客席あり）
  - バドミントンコート 8面
  - バレーボールコート 2面
- 野球場
- 屋内テニスコート
  - テニスコート 4面
- 屋外テニスコート
  - テニスコート 4面
- ストリートバスケットコート
- グラウンド

## 主な利用
- 室根産業文化祭
- チャリティーコンサート
- 中総体や新人戦など、部活動の各種大会

## 施設までのアクセス
- JR東日本 一ノ関駅からの場合（JR＋徒歩）
  - JR大船渡線 下り 気仙沼行きに乗車、折壁駅まで（所要時間:約1時間10分 990円）
  - 折壁駅から、施設までは徒歩約10分。
- JR東日本 一ノ関駅からの場合（車でのアクセス）
  - 国道284号線を約1時間道なりに進行。